# Serjania foveata
Serjania foveata är en kinesträdsväxtart som beskrevs av August Heinrich Rudolf Grisebach. Serjania foveata ingår i släktet Serjania och familjen kinesträdsväxter. Inga underarter finns listade i Catalogue of Life.